# بنجر (شعب)
شعب بنجر هي مجموعة عرقية تسكن مناطق ساحلية مثل تنهالاوت ومدينة بنجرماسين جنوبا وهولوسونجاي شمالا من منطقة كلمنتان الجنوبية التي تقع باندونيسيا.وهي تعتبر ثاني أكبر مدينة بجزيرة بروناي. في القرون الماضية رحل بعضهم لارخبيل الملايو.

## نظرة تاريخية
من المعتقد أن شعب بنجر وصل إلى مناطق كلمنتين من قبل 2500 سنه قبل الميلاد منحدرا من قبائل الداياك. كما أنه قد وصل إليهم بعض من شعب الملايا من سومطرا حوالي 400 ميلاديه. أدى ذلك الانصهار لولادة لغة بنجر هولو حوالي عام520 ميلادية.لاحقا انضمت للملكة البوذية.
في عام 1200 نشأت المملكة الهندوسية واستمرت إلى عام 1400.
وبعد اعتناق الشعب للاسلام انشأ السلطان سوريان شاه المملكة الإسلامية عام 1526 ميلادية. وكانت عاصمتها بندرماشي تحولت لاحقا إلى بنجرماسين

## اللغة
تمتلك القبلة لغتها الخاصة والتي تقترب من لغة الملايو مع بعض الكلمات ذات أصول من قبائل الداياك والجافا

## العلاقة مع قبائل الداياك
تعتبر العلاقة مع قبائل الداياك علاقة اخوية قوية تاريخية واي فرد من قبائل الداياك يتحول إلى الإسلام يطلق على نفسه اسم بنجر.

## مزيد من القراءة
1. de Bruyn, W.K.H.F.; Bijdrage tot de kennis van de Afdeeling Hoeloe Soengai, (Zuider a Ooster Afdeeling van Borneo), 19--.
2. Broersma, R.;Handel en Bedrijf in Zuiz Oost Borneo, S'Gravenhage, G. Naeff, 1927.
3. Eisenberger, J.; Kroniek de Zuider en Ooster Afdeeling van Borneo, Bandjermasin, Drukkerij Lim Hwat Sing, 1936.
4. Bondan, A.H.K.; Suluh Sedjarah Kalimantan, Padjar, Banjarmasin, 1953.
5. Ras, J.J.; Hikajat Bandjar, A study in Malay Histiography, N.V. de Ned. Boeken, Steen Drukkerij van het H.L. Smits S'Graven hage, 1968.
6. Heekeren, C. van.; Helen, Hazen en Honden Zuid Borneo 1942, Den Haag, 1969.
7. Riwut, Tjilik; Kalimantan Memanggil, Penerbit Endang, Djakarta.
8. Saleh, Idwar; Sejarah Daerah Tematis Zaman Kebangkitan Nasional (1900–1942) di Kalimantan Selatan, Depdikbud, Jakarta, 1986.